# Duché de Fernández-Miranda
Le duché de Fernández-Miranda est un titre nobiliaire espagnol créé le 31 mai 1977 par le roi Juan Carlos Ier, en faveur de Torcuato Fernández-Miranda et Hevia, ancien président des Cortes Générales et du Conseil du Royaume.

## Ducs de Fernández-Miranda
|                              | Titulaire                          | Période                      |
| Création par Juan Carlos Ier | Création par Juan Carlos Ier       | Création par Juan Carlos Ier |
| ---------------------------- | ---------------------------------- | ---------------------------- |
| I                            | Torcuato Fernández-Miranda y Hevia | 1977-1980                    |
| II                           | Enrique Fernández-Miranda y Lozano | 1982-Actuel titulaire        |

## Histoire des ducs de Fernández-Miranda
- Torcuato Fernández Miranda y Hevia (1915-1980), premier duc de Fernández-Miranda.

1. Marié à Carmen Lozana y Abeo (1921-2020). Lui succède son fils:

- Enrique Fernández Miranda y Lozano (n. 1949), second duc de Fernández-Miranda.

1. Marié à María de los Reyes de Marcos y Sánchez.

Titulaire actuel.